# St. Peter (Koblenz)

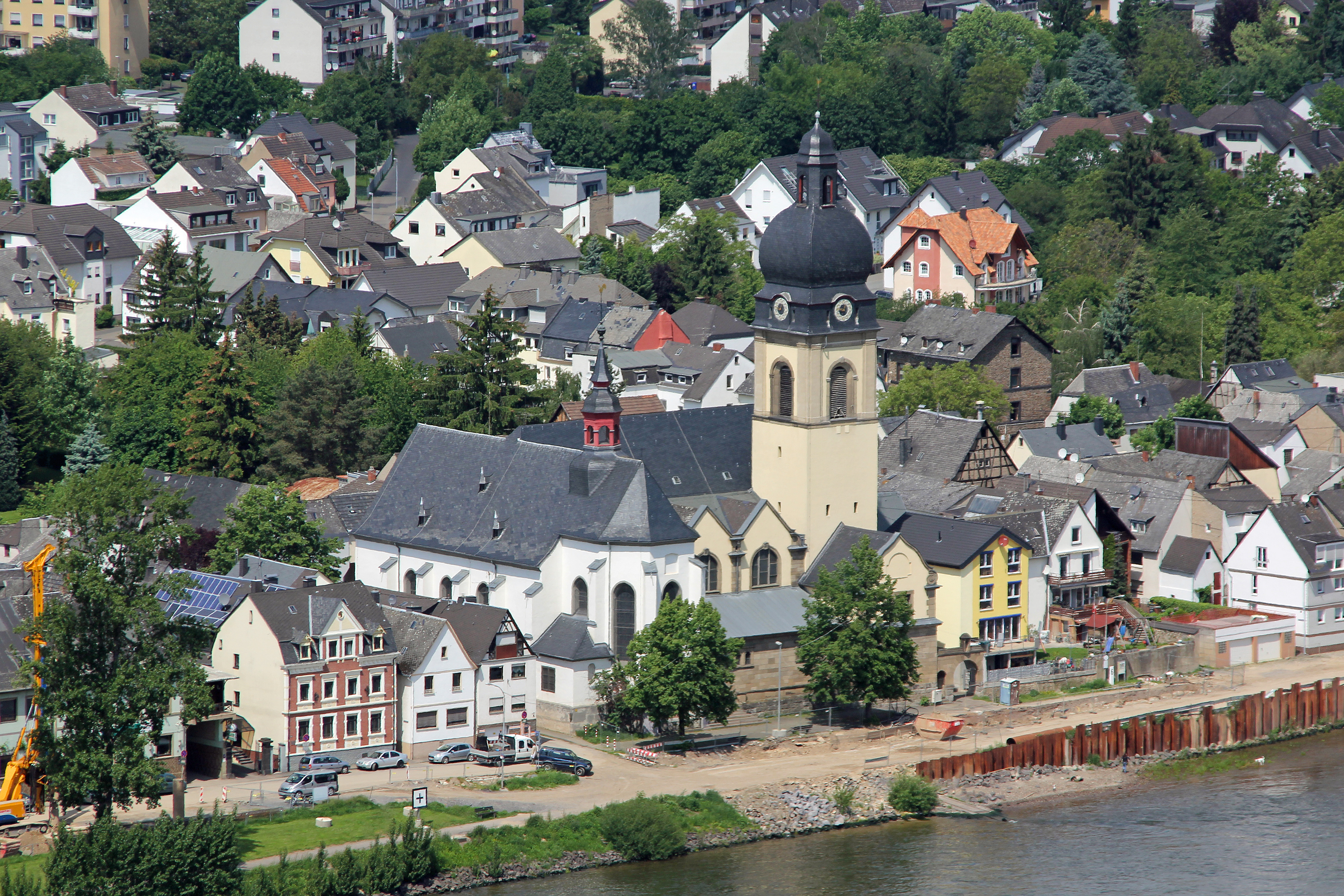
Die katholische Pfarrkirche St. Peter in Koblenz-Neuendorf

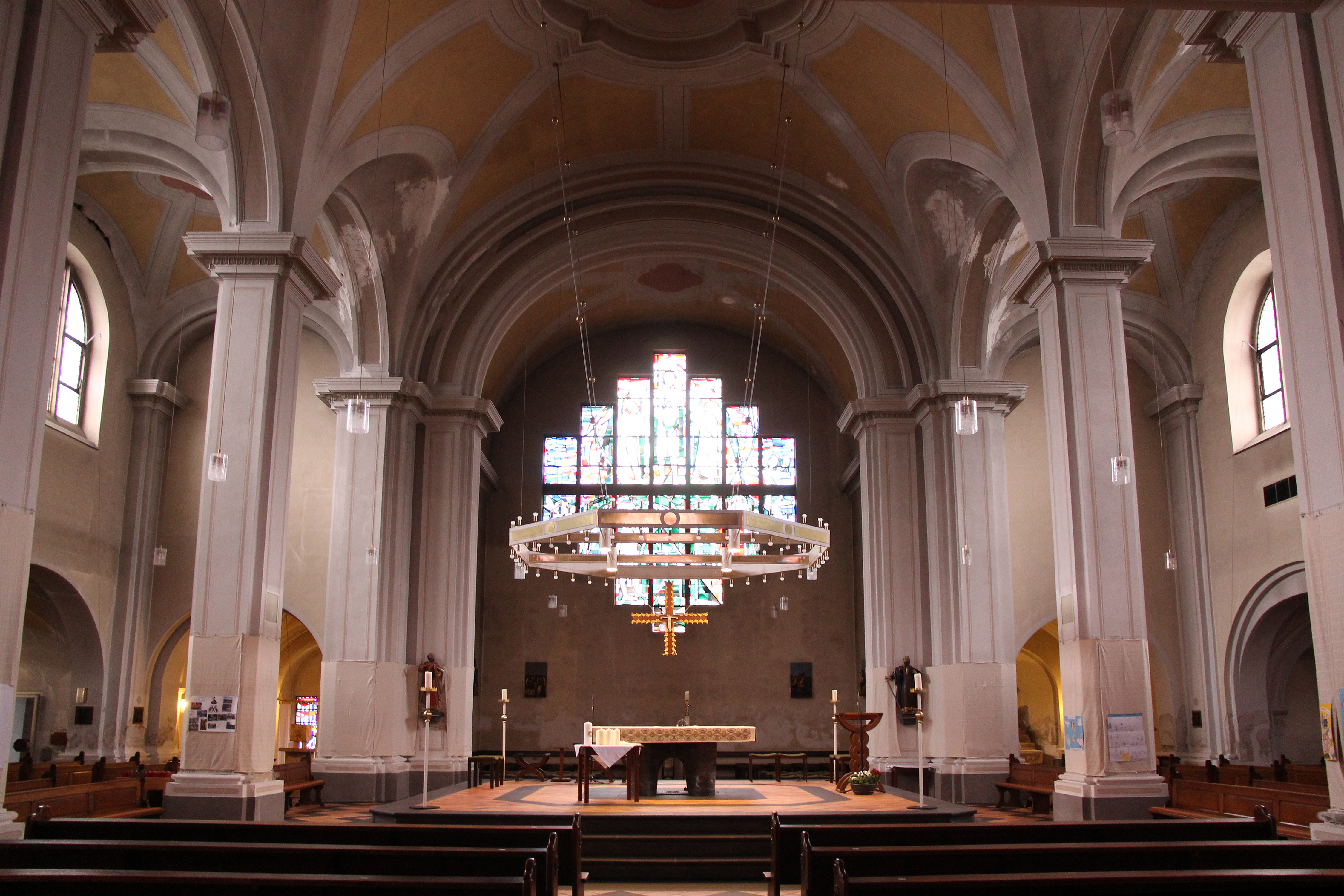
Der Innenraum mit der Altarinsel

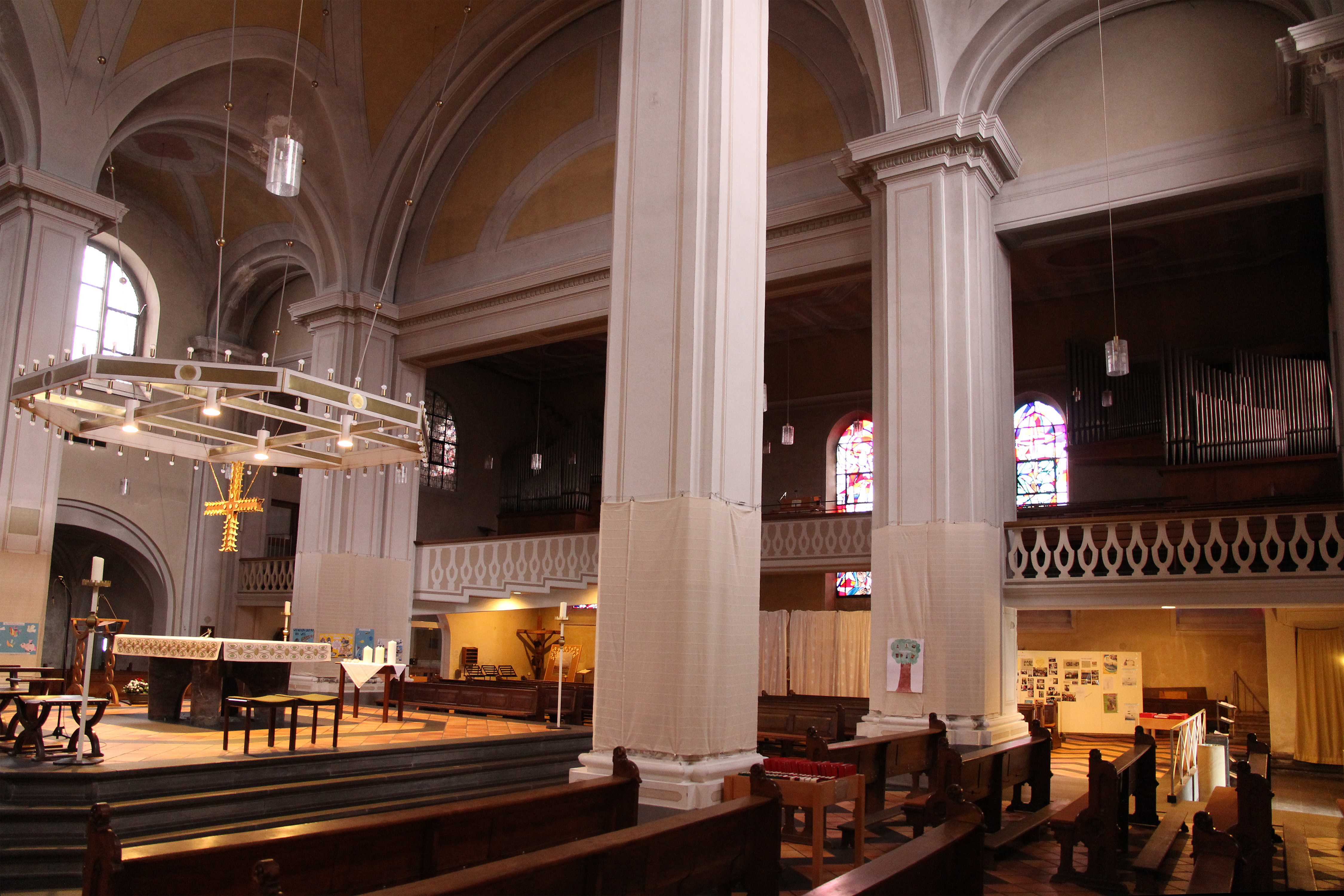
Blick Richtung der terrassenförmigen Orgelempore im alten Kirchenschiff

Die Pfarrkirche St. Peter ist eine katholische Kirche in Koblenz. Ein erster Kirchenbau im Stadtteil Neuendorf wurde 1725 am Rheinufer vollendet und Anfang des 20. Jahrhunderts erweitert. Sie prägt maßgeblich die Silhouette von Neuendorf und trägt das Patrozinium des Apostels Petrus.

## Geschichte
Das Petrus-Patronat stammt ursprünglich aus dem Nachbarort Lützel. Im 19. Jahrhundert wurde von Historikern wie Philipp Jaffé die These vertreten, der Staufer Konrad III. sei am 7. März 1138 in der Kirche St. Peter in Lützel zum König gewählt worden. Die Fürstenversammlung fand „apud Confluentiam in Cathedra St. Petri“ statt. Das war aber ein Zeit- (Kathedra Petri) und keine Ortsangabe. Außerdem gab es die Kirche, die 1218 erstmals urkundlich erwähnt wurde, damals wahrscheinlich noch gar nicht.
Während der Belagerung von Koblenz 1688 im Pfälzischen Erbfolgekrieg wurde die Kirche St. Peter in Lützel wie der restliche Ort zerstört. Die Familien fanden in Neuendorf eine neue Heimat. Dort versprach man ihnen eine neue Kirche und so wurde 1723–1725 in Neuendorf anstelle der bereits 1494 erbauten Jobskapelle ein erster turmloser Saalbau errichtet. Die Pläne hierfür stammten vermutlich von Philipp Honorius von Ravensteyn, der bis 1722/23 kurtrierischer Hofbaumeister war. Ausführender Unternehmer war der Hofzimmermeister Michael Weinkämmer, der die Pläne modifizierte und vereinfacht ausführte. St. Peter ist die einzige erhaltene Kirche in Koblenz aus der Zeit des Barock. Sie greift allerdings gotische Elemente auf. Die Weihe fand am 11. Dezember 1736 statt. Nach der Lösung von der Pfarrei Liebfrauen gründete man 1804 die eigenständige Pfarrei Neuendorf, deren erster Pfarrer Joseph Gregor Lang wurde.
Aufgrund des starken Bevölkerungswachstums in Neuendorf wurde nach Plänen der Koblenzer Architekten Huch & Grefges 1913–1915 an der Nordseite des Saalbaus eine neubarocke Erweiterung mit Kirchturm angebaut. Der Grundstein wurde am 15. Oktober 1913 gelegt. Die feierliche Konsekration nahm am 28. April 1915 der Trierer Bischof Michael Felix Korum vor. Die Altsubstanz erhielt durch den Umbau eine neue Bestimmung als Vorhalle zur eigentlichen Kirche, deren Fläche sich verdreifachte.
Im Zweiten Weltkrieg wurden bei Luftangriffen Dach und Fenster zerstört. Die Wiederherstellung nach Plänen von Fritz Thoma dauerte bis 1958. Viele der Elemente aus der Erbauungszeit wurden bei den Umbauten 1958 bzw. 1977 entfernt und das Innere der Kirche vollständig neu gestaltet. Nach einem Brand im Jahr 1974 war eine erneute Sanierung notwendig geworden. Die Umgestaltung von 1977 geschah nach Plänen von Peter van Stipelen, wobei der Altar nach Vorgaben des Zweiten Vatikanischen Konzils in der Mitte der Kirche aufgestellt wurde.
Bei dem schweren Rheinhochwasser von 1993 wurde die Kirche beschädigt, was immer noch sichtbar ist. Während der Bauarbeiten für die Hochwasserschutzmauer wurde am Rheinufer ein zwei Tonnen schwerer Basaltstein gefunden. Dieser stammt wahrscheinlich aus dem 15. Jahrhundert und gehörte zum Fundament der abgebrochenen Jobskapelle. Im Januar 2015 wurde der Basaltstein als historisches Bauzeugnis auf einem Platz hinter der Pfarrkirche St. Peter aufgestellt.

## Bau und Ausstattung

### Außen

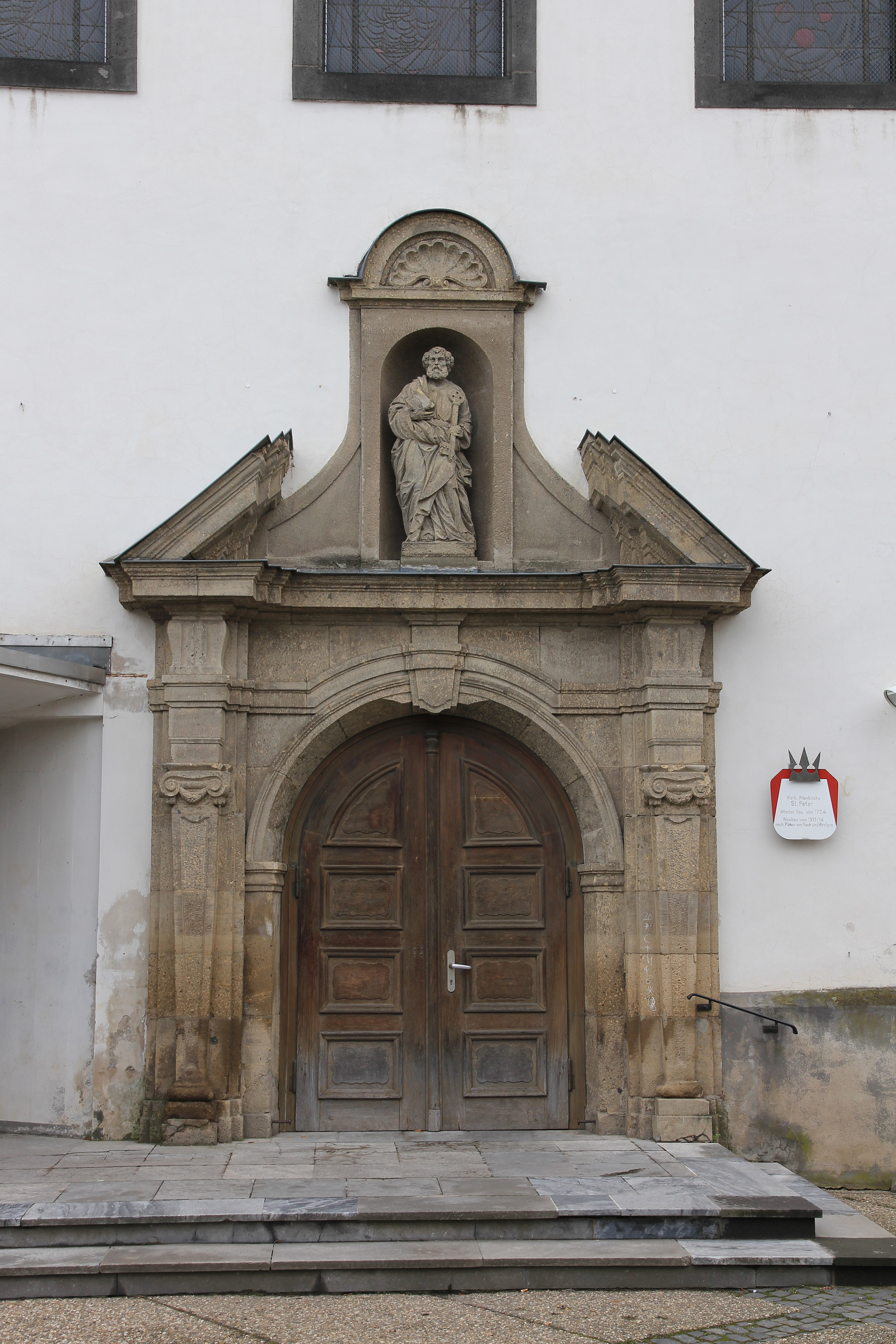
Das Portal im Westen mit der Petrusfigur

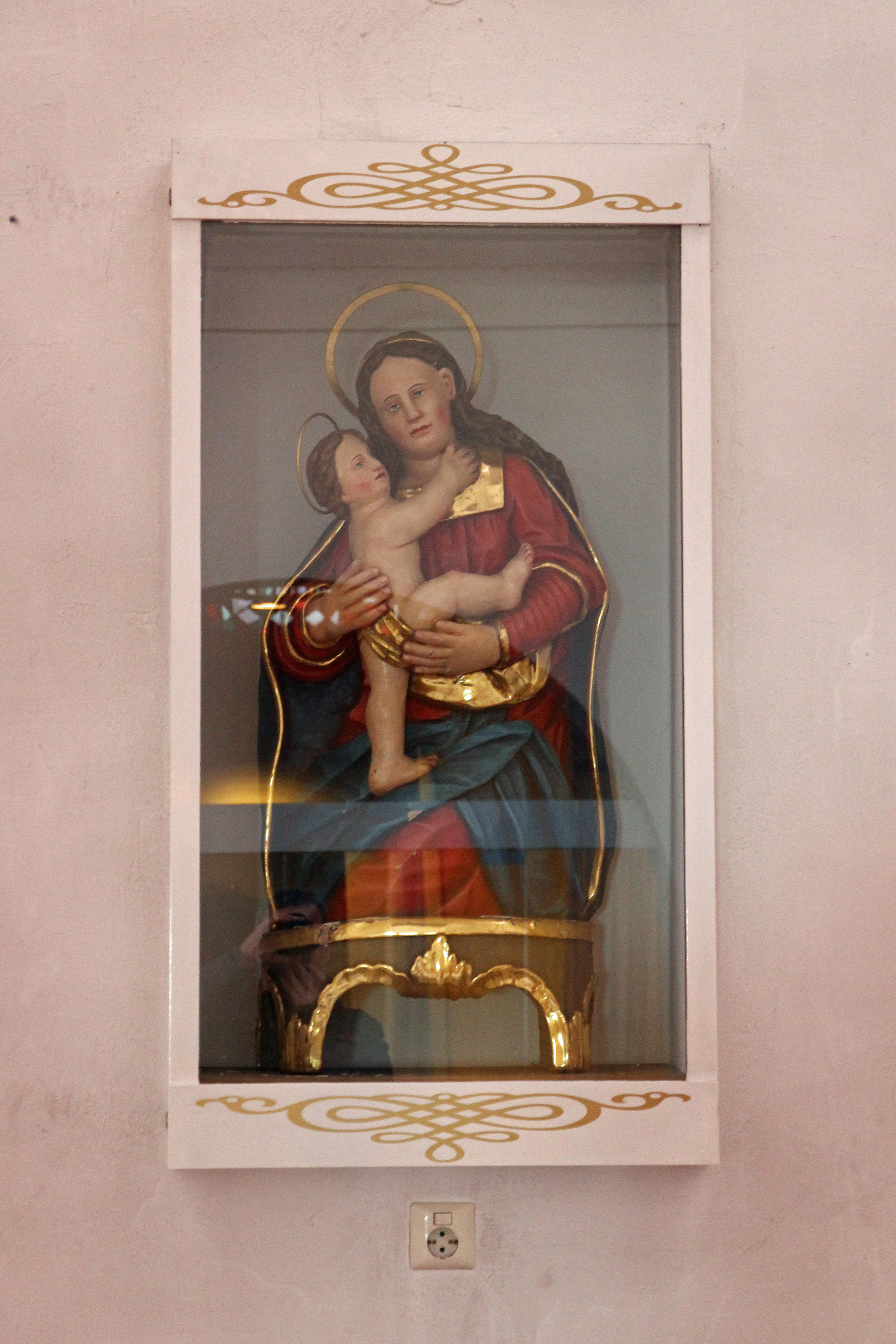
Das Gnadenbild Mariahilf im alten Chor

Die Pfarrkirche St. Peter steht auf einem annähernden quadratischen Grundriss. Der erste Kirchenbau aus den 1720er Jahren ist ein geosteter und gotisierender Saalbau mit eingezogenem 5/8-Chor. Der Bau ist mit Strebepfeilern und spitzbogigen Fenstern gegliedert und besitzt einen kuppeligen Dachreiter mit Laterne. Das Portal im Westen mit einer Einfassung aus ionischen Hermenpilastern besitzt einen gesprengten Giebel mit zentraler Petrusfigur.
Mit dem Anbau aus den 1910er Jahren verdreifachte sich der nutzbare Raum und die Kirche wurde nach Norden umorientiert. Der neubarocke Putzbau ist außen in hellem Sandstein gegliedert. Die dreischiffige tonnengewölbte Hallenkirche besitzt im Norden einen Rechteckchor in der Breite des Mittelschiffs. Auf der Rheinseite östlich des neuen Chors ist der hohe Turm mit kuppeligem Dachaufsatz angebaut. Der Hallenbau ist um niedrige Anräume, Seitenchöre und je zwei Kapellen auf den Längsseiten erweitert. Auf der Westseite ist eine flache niedrige Apsis angebaut.
An der Rheinseite am alten Chor prägt ein Kriegerdenkmal aus rotem Sandstein mit Erzengel Michael und Drache die Fassade. Um das Dreiviertelrelief von 1924 herum sind die Namen der Gefallenen aus dem Ersten und Zweiten Weltkrieg angebracht.

### Innen
Das Innere des alten Baus ist flach gedeckt, der Chor besitzt ein sechsteiliges Rippengewölbe. Hier befindet sich seit 1953 eine Kopie des Gnadenbildes Mariahilf von Lucas Cranach dem Älteren, das aus der Kapelle Maria Hilf in Lützel kam. Die Skulptur zeigt die Dreiviertelfigur der Muttergottes mit Kind, das sich liebkosend zu ihr wendet, indem es zuschreitend den Arm um ihren Hals legt. Es gehört zu einer kleinen Gruppe von Gnadenbildern, die Cranachs Gemälde in einer Skulptur umsetzen. Des Weiteren befindet sich im alten Chor eine Grabplatte für Margaretha Milk von 1737 mit einem Wappen und einer umlaufenden lateinischen Inschrift.
Die neue Hallenkirche ist ein lichter Raum, dessen Gewölbe mit geometrischen Stuckleisten von Pfeilern getragen wird, ursprünglich war die Stuckdekoration jedoch wesentlich aufwändiger und umfasste auch figürliche Darstellungen. Bei den Umbauten bis 1958 wurden die Emporen an den Seiten des Langhauses entfernt und stattdessen eine terrassenförmige Empore, auf der die Orgel steht, in der Länge des alten Schiffs errichtet. Dabei wurde im Chor an der Nordwand ein neun Meter hohes Fenster in Form einer getreppten Raute eingebaut. Bei dem Umbauten von 1977 wurde die Altarinsel im nördlichen Joch des Mittelschiffs geschaffen.
Die Buntglasfenster wurden 1953–1960 von Reinhard Heß aus Trier geschaffen. Sie zeigen:
- Symbole der Lauretanischen Litanei in der Marienkapelle (alter Chor)
- Taborszene an der Nordwand im neuen Chor
- Sinnbilder der Sakramente an der Südwand
- Maria mit dem Kind und Evangelistensymbole unter der Empore
- die Wappen der Päpste Pius X., Pius XI. und Pius XII. über dem Westportal

Das einzige aus der Erbauungszeit der 1910er Jahre erhaltene Fenster ist das Christkönigfenster in einer Kapelle auf der Westseite.

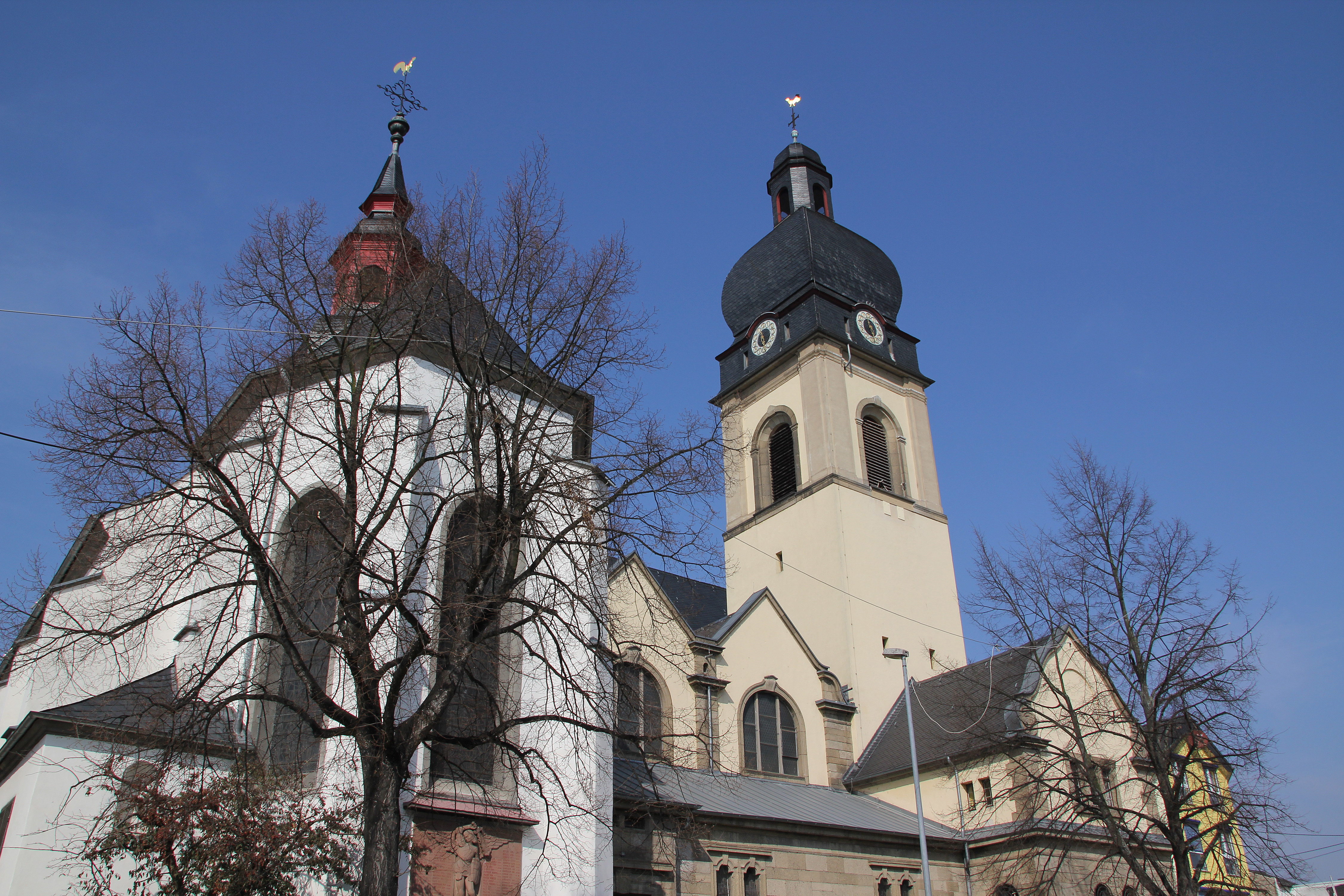
Rheinseite von St. Peter mit dem Kirchturm
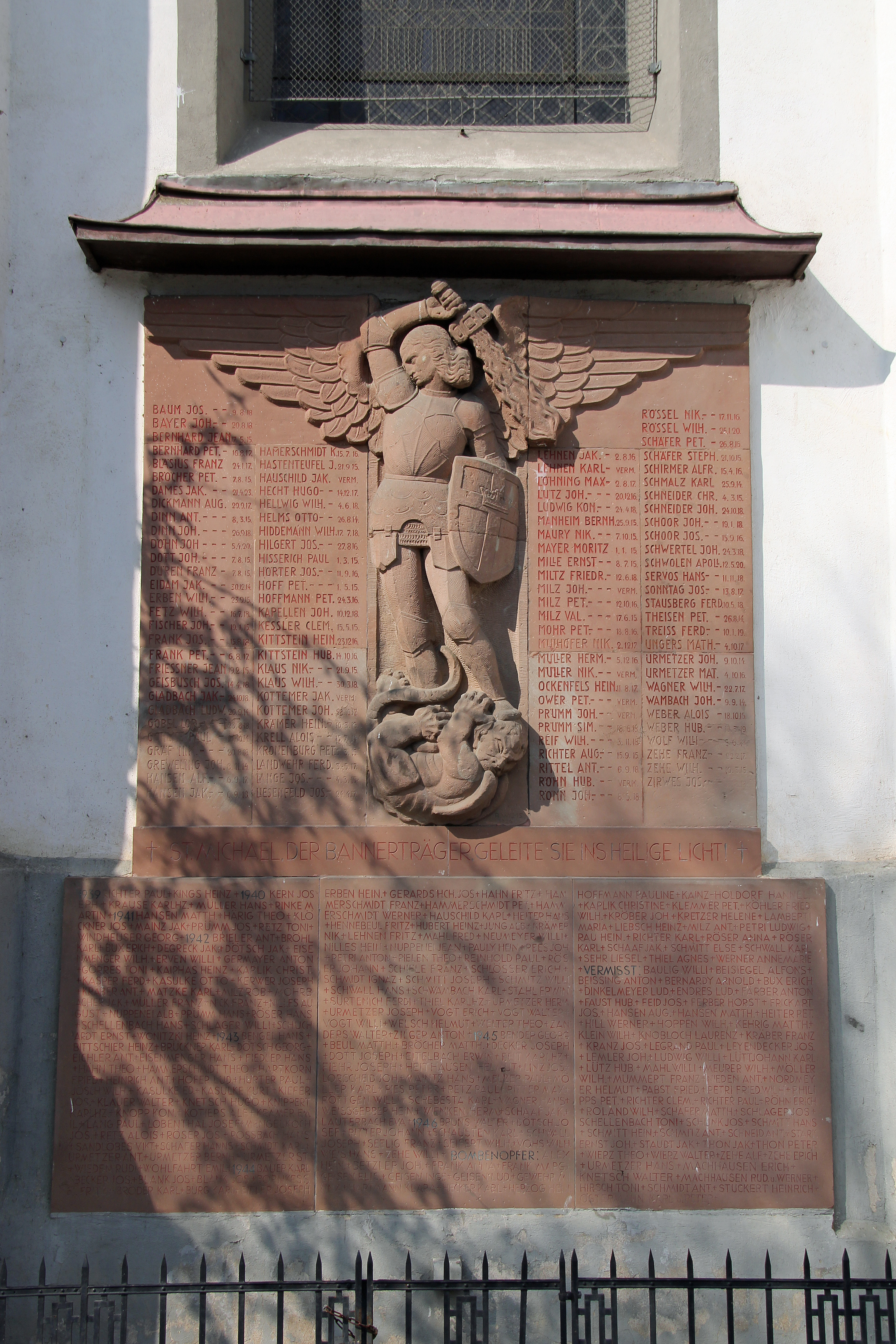
Kriegerdenkmal mit Erzengel Michael und Drache
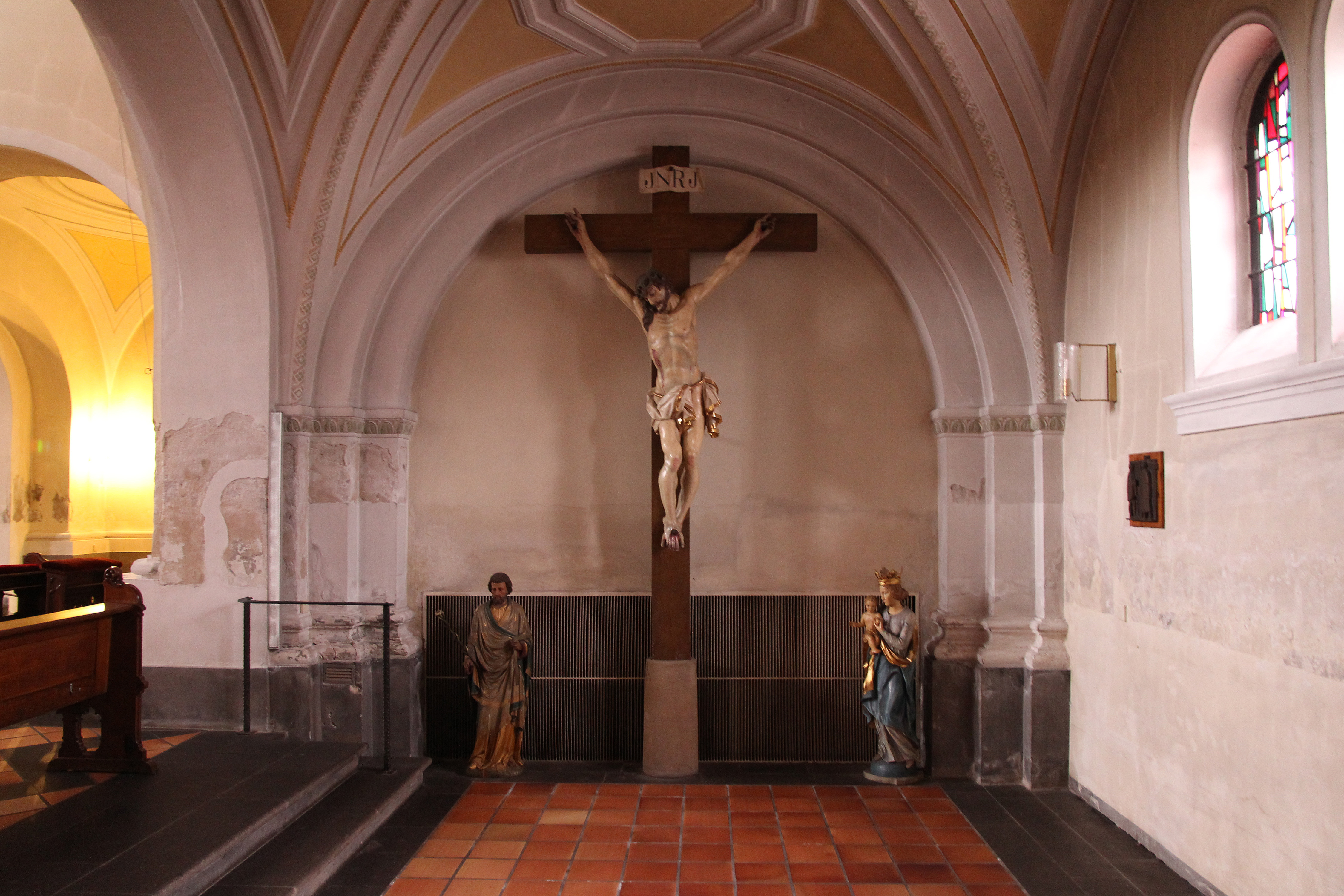
Wandkreuz
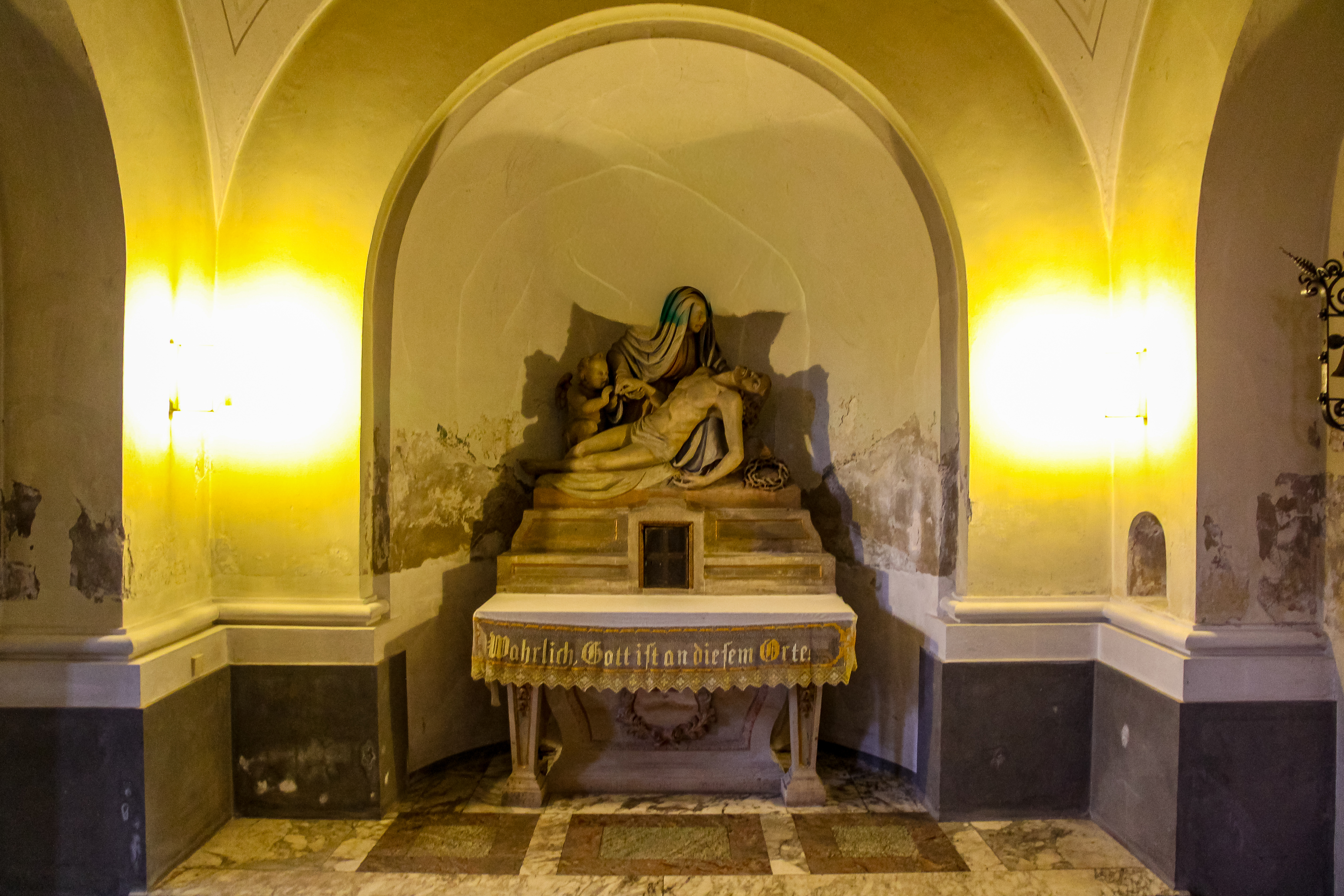
Nebenaltar
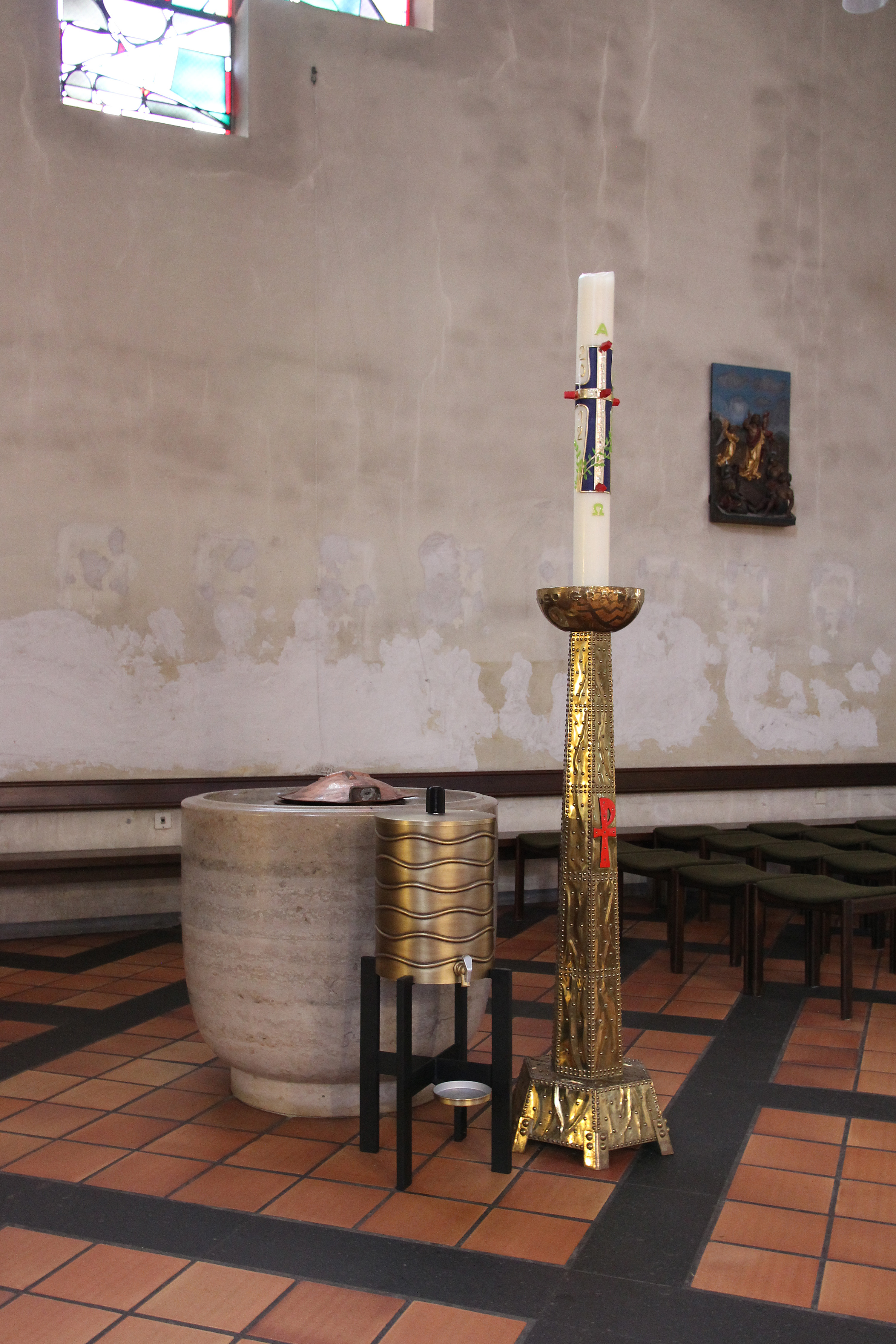
Taufstein

### Glocken
Im Kirchturm hängen im größten Stahlglockenstuhl des Bistums Trier vier Glocken. Seit Anfang der 2000er Jahre können die beiden größten Glocken „St. Peter“ und „Herz Jesu“ nicht mehr geläutet werden, da die von ihnen verursachten Schwingungen eine Gefahr für die Statik des Turmgebälks und Glockenstuhls darstellen. Im Mai 2015 wurden statische Messungen vorgenommen, um zu prüfen, welche Sanierungsmaßnahmen erforderlich sind, damit wieder alle vier Glocken genutzt werden können.

## Pfarreiengemeinschaft
St. Peter bildet seit dem 1. Februar 2011 zusammen mit Maria Hilf und St. Antonius in Lützel sowie St. Martin in Kesselheim eine Pfarreiengemeinschaft. Seit dem 1. Januar 2022 haben sich die vier Pfarreien zur Pfarrei Koblenz St. Petrus und St. Martinus zusammengeschlossen.

## Denkmalschutz
Die Pfarrkirche St. Peter ist ein geschütztes Kulturdenkmal nach dem Denkmalschutzgesetz (DSchG) und in der Denkmalliste des Landes Rheinland-Pfalz eingetragen. Sie liegt in Koblenz-Neuendorf in der Hochstraße.